# 畢宿星流

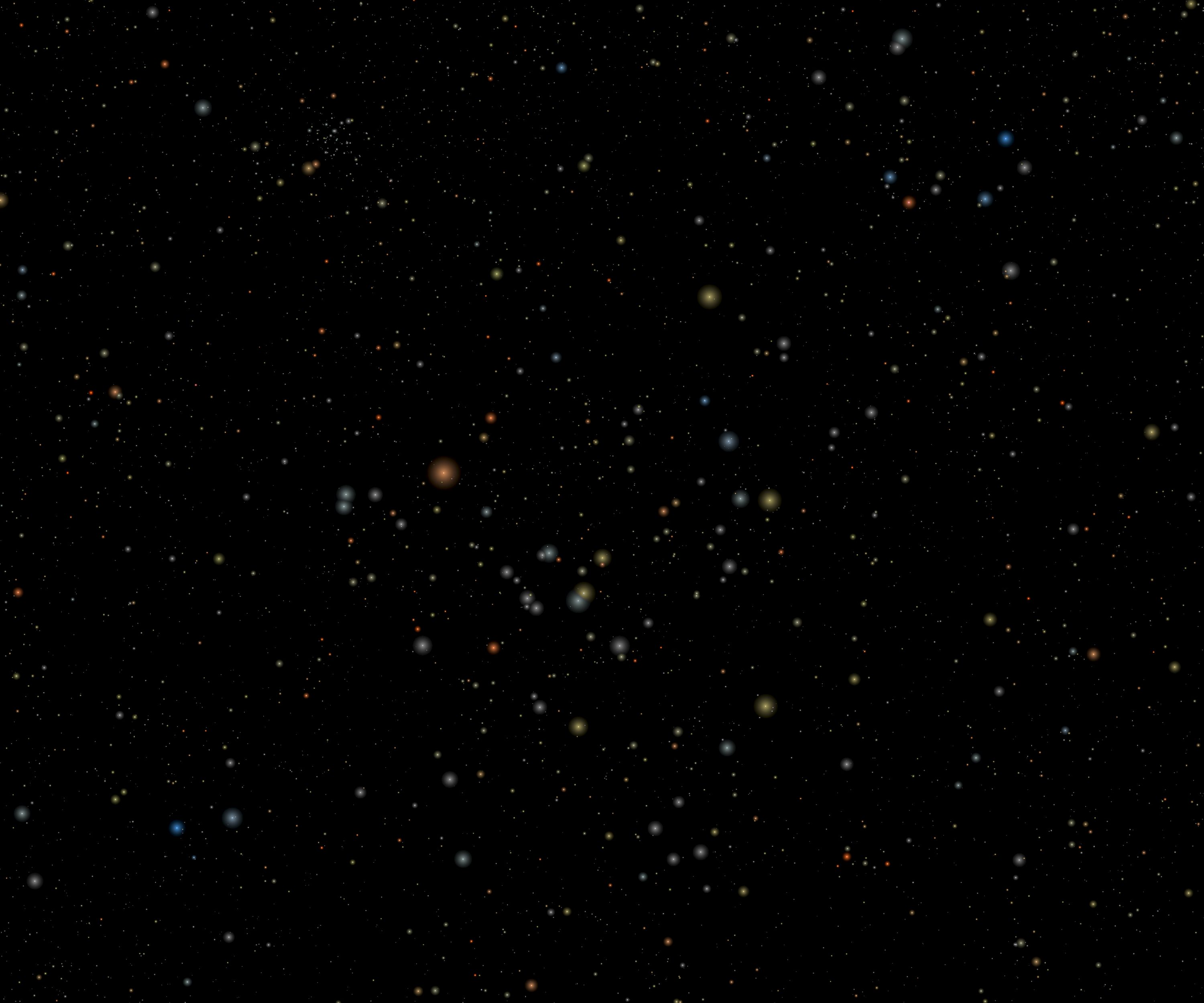
毕宿星团

畢宿星流（或畢宿移動星群）是一個分散的恆星集團，但與更大的畢宿星團有著類似的移動軌跡。在1869年，Richard A. Proctor觀測到有許多恆星距離畢宿星團很遠的恆星，在空間中有著與畢宿星團相似的運動。在1908年，刘易斯·博斯以將近25年的觀測報告支持對這些星星的論點，並將這些有著共同運動的恆星稱為金牛座星流（現在一般稱為畢宿星流，或依據艾根的說法，這是一個初始質量更大、有著更多恆星群聚的集團，畢宿超級星團，蒸發掉部分後的遺跡）。博斯發表了一個圖表，追溯出這些分散的恆星有著一個共同運動的收斂點。
艾根認為這樣的集團事實上是一個已經潰散的星團的遺跡，他也表示，這種現象也可能是某種動力學機制的結果。Famaey B等人的報告也已經證實85%的畢宿星流中的恆星與原始集團中的恆星有著不同的年齡和金屬量；它們的共同運動是受到銀河系中心的棒狀質量旋轉的潮汐所影響。整個畢宿星流剩餘的成員，有熱系外行星的時鐘座ι，最近也被認為是從原始的畢宿星團中逃逸出來的成員。